# Sparkasse Freising Moosburg
Die Sparkasse Freising Moosburg ist ein öffentlich-rechtliches Kreditinstitut mit Sitz in Freising in Bayern. Ihr Geschäftsgebiet umfasst den gesamten Landkreis Freising. Die Sparkasse Freising Moosburg entstand 2022 aus den fusionierten Alt-Sparkassen Freising und Stadt- und Kreissparkasse Moosburg a.d. Isar.

## Organisationsstruktur
Die Sparkasse Freising Moosburg ist eine Anstalt des öffentlichen Rechts. Rechtsgrundlagen sind das Sparkassengesetz, die bayerische Sparkassenordnung und die durch den Träger der Sparkasse erlassene Satzung. Organe der Sparkasse sind der Vorstand und der Verwaltungsrat.

## Geschäftsausrichtung
Die Sparkasse Freising Moosburg betreibt als Sparkasse das Universalbankgeschäft. Die Sparkasse Freising Moosburg wies im Geschäftsjahr 2023 eine Bilanzsumme von 2,701 Mrd. Euro aus und verfügte über Kundeneinlagen von 2,158 Mrd. Euro. Gemäß der Sparkassenrangliste 2023 liegt sie nach Bilanzsumme auf Rang 181. Sie unterhält 27 Filialen/Selbstbedienungsstandorte und beschäftigt 404 Mitarbeiter.

## Sparkassen-Finanzgruppe
Die Sparkasse Freising Moosburg ist Teil der Sparkassen-Finanzgruppe. Die Sparkasse vertreibt daher z. B. Bausparverträge der LBS, offene Investmentfonds der Deka und vermittelt Versicherungen der Versicherungskammer Bayern. Die Funktion der Sparkassenzentralbank nimmt die Bayerische Landesbank wahr.